# Ricardo Visus
Ricardo Visus (24 april 2001) is een Spaanse voetballer, die als verdiger speelt voor Almere City FC.

## Carrière
Visus speelde in de jeugdopleiding van Real Betis. Hierna sloot hij aan bij het reserveteam Betis Deportivo. Daar werd hij enkele periodes verhuurd aan Córdoba CF. In het seizoen 2023/24 speelde hij drie wedstrijden in de hoofdmacht van Real Betis.
In juli 2024 tekende hij een contract voor één jaar om op huurbasis uit te komen voor Almere City FC.
1 Bakker ·
2 Dankerlui ·
3 Jacobs ·
4 Visus ·
5 Ritmeester van de Kamp ·
6 Carbonell ·
7 Providence ·
8 Tahiri ·
9 Robinet  ·
11 Kadile ·
12 Jasim ·
14 Zagaritis ·
15 Lawrence ·
16 Nalić ·
17 Hansen ·
18 Brym ·
19 Haye ·
20 Akujobi ·
21 Guillaume ·
22 Barbet ·
23 Balboa ·
24 Mattoir ·
25 Mamengi ·
26 Keller ·
27 Martins ·
28 Receveur ·
29 Wendlinger ·
30 Kuiper ·
31 Van der Wilt ·
32 De Nijs ·
34 Foah-Sam ·
34 Pinas ·
36 Beaumont ·
37 Puriel ·
39 Poku ·
40 Dors ·
50 Garden ·
Coach: Rijsdijk
· Assistent-coach: Booy
· Assistent-coach: Dastgir
· Assistent-coach: Talan
· Keeperstrainer: Etemadi